# アンナ・マリア・モーツァルト

アンナ・マリア・モーツァルト

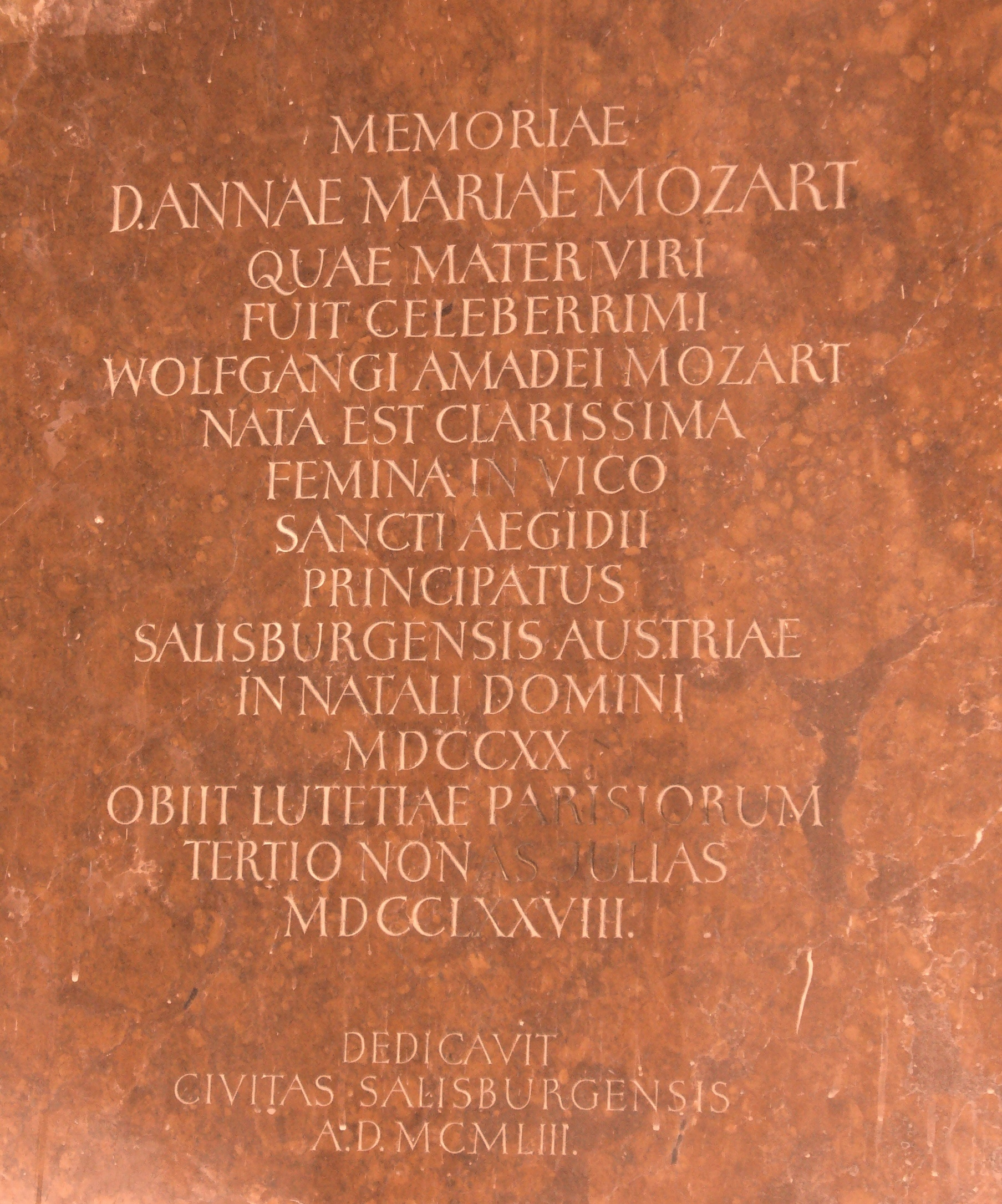
パリ・聖ユスタシュ協会に残るアンナ・マリアが埋葬されたことを示す銘板

アンナ・マリア・ヴァルブルガ・モーツァルト（Anna Maria Walburga Mozart, 1720年12月25日 - 1778年7月3日）は、レオポルト・モーツァルトの妻で、ヴォルフガング・アマデウス・モーツァルトの母。旧姓はペルトル (Pertl)。
国際的な名声のあるヴァイオリン教師と結婚し、大作曲家を息子に持った一方、アンナ・マリア自身が楽才に恵まれていたかは不明である。 

## 概要
現在のザルツブルク州の小村ザンクトギルゲンの出身。4歳で父を失い、母と共にザルツブルクへ移る。1747年にレオポルトと結婚し、7人の子をもうけるが、そのうち5人までが乳児のうちに亡くなっている。生き延びた2人の子供、ナンネルとヴォルフガングの姉弟は幼くして楽才を発揮し、父に連れられて子供時代からヨーロッパ各地で演奏旅行を行なった（モーツァルト家の大旅行）。
アンナ・マリアは、夫がザルツブルク大司教から外出許可を得られなかった場合を含め、何度か息子の旅行に同行しており、息子のパリ遠征への同行中、熱病を発して異国に客死した。ヴォルフガングは父と姉にその日のうちに手紙を書いて送ったものの母の死そのものは伝えず、友人のヨーゼフ・ブリンガー神父には率直に母の死を伝えている。ヴォルフガングが父へ真実を打ち明ける手紙を送ったのは6日後だったが、すでに先の手紙でレオポルトは事情を察していた。
アンナ・マリアの亡骸はサントゥスタシュ教会に埋葬されたが、1785年に同教会の墓地が撤去されて遺骨がカタコンブ・ド・パリへ移されたために墓は現存せず、教会に銘板が残されている。
アンナ・マリアの生家にはその後娘ナンネル夫妻が暮らし、1983年になってモーツァルト博物館としてオープンしている。